# När
När är en småort i Gotlands kommun i Gotlands län och kyrkby i Närs socken, belägen på sydöstra Gotland cirka 55 km sydöst om centralorten Visby.
SCB avgränsade bebyggelsen i ett cirka 75 hektar stort område för småort och tätort före 2010, inklusive husen närmast kyrkan. Vid beräkningen 2010 hade bebyggelsen förändrats och enbart 20 hektar avgränsades och då med betydligt färre hus och befolkning (och utan husen kring kyrkan) och orten blev då klassad som småort.

## Befolkningsutveckling
| Befolkningsutvecklingen i När 1990–2020                                                            | Befolkningsutvecklingen i När 1990–2020 | Befolkningsutvecklingen i När 1990–2020 | Befolkningsutvecklingen i När 1990–2020 | Befolkningsutvecklingen i När 1990–2020 |
| -------------------------------------------------------------------------------------------------- | --------------------------------------- | --------------------------------------- | --------------------------------------- | --------------------------------------- |
| |                                         |                                         |                                         |                                         |
| År                                                                                                 |                                         |                                         | Folkmängd                               | Areal (ha)                              |
| 1990                                                                                               | 1990                                    |                                         | 221                                     | 70#                                     |
| 1995                                                                                               | 1995                                    |                                         | 228                                     | 75                                      |
| 2000                                                                                               | 2000                                    |                                         | 202                                     | 75                                      |
| 2005                                                                                               | 2005                                    |                                         | 209                                     | 75                                      |
| 2010                                                                                               | 2010                                    |                                         | 186                                     | 75**                                    |
| 2010                                                                                               | 2010                                    |                                         | 186                                     | 20#                                     |
| 2015                                                                                               | 2015                                    |                                         | 138                                     | 60#                                     |
| 2020                                                                                               | 2020                                    |                                         | 137                                     | 60#                                     |
| Anm.: Ny tätort 1995. Ej tätort 2010. ** Som upphörd tätort (mindre än 200 invånare) # Som småort. |                                         |                                         |                                         |                                         |

## Samhället
I När ligger Närs kyrka, som är från 1200-talet.

## Kultur
Allan Nilsson med sin revy, Närrevyn, drog fulla hus under 1970- och 1980-talen. Andrej Tarkovskijs film Offret från 1986 spelades till stora delar in vid När.

## Idrott
När IF är en idrottsklubb i orten. Klubben är i dag aktiv inom fotboll, innebandy, pärk och varpa. Tidigare har man även tävlat i friidrott, ishockey och bandy. Klubben grundades den 21 maj 1927 och har sin hemvist på idrottsplatsen i När. När IF arrangerar varje år VM i både pärk (bakpärk) och bräus samt löpartävlingen Viruddenloppet.
Här finns också en golfbana.

## Personer från orten
Marie Nilsson Lind, Josefin Nilsson, Birgitta Jakobsson och Annelie Roswall från Ainbusk är alla uppväxta i När, liksom fotbollsspelaren Åsa Jakobsson.